# ممجلة (بدرانلو)
ممجلة (بالفارسية: مملجه) هي قرية تقع في إيران في قسم بدرانلو الريفي. يقدر عدد سكانها بـ 89 نسمة بحسب إحصاء 2016.